# Frans Afman
Frans J. Afman (11 december 1933 - 4 mei 2011) was een Nederlandse topbankier en later actief als filmfinancier.
Afman verkreeg bekendheid vanaf de tweede helft van de jaren 1980 door zijn pionierschap voor het realiseren van filmprojecten. Eerst bij Slavenburg Bank en daarna bij het Rotterdamse filiaal van de Franse Credit Lyonnais Bank.
Afman studeerde rechten aan de Universiteit van Amsterdam. In 1967 ging hij voor de Slavenburg Bank in Rotterdam werken, waar hij in 1972 directeur van de International Banking Division werd. In die tijd gaf hij de aanzet voor en ontwikkelde hij de Entertainment Business Division van Slavenburgs Bank. In 1983 werd Slavenburg overgenomen door de Franse bank Credit Lyonnais. Hier werd Frans Afman Assistant General manager en hoofd van de Entertainment Business Division. Dit bleef hij tot 1988, waarna hij nog drie jaar actief was als adviseur. Op 1 september 1991 werd Frans Afman Managing Director van de nieuw gevormde afdeling Financial Services van International Creative Management in Los Angeles. Tot april 1993 werkte hij hier als onafhankelijk financieel adviseur.
Afman heeft een belangrijke rol gespeeld bij de financiering van bekende films,  zoals "Three Days of the Condor", "King Kong", "Superman II en III", "Terminator I en II", "Rambo II en III", "Platoon", "The Name of the Rose", "A Room with a View", "When Harry Met Sally", "Total Recall" en "Dances With Wolves".
In 1996 werd Afman verkozen tot voorzitter van de Nederlands Film Festival. Het meest zichtbaar was hij in Nederland tussen 1996 en 2007 als bestuursvoorzitter van het Nederlands Film Festival. Bij zijn vertrek in 2007 als bestuursvoorzitter van het Nederlands Film Festival werd Afman geridderd in de orde van Oranje Nassau wegens zijn verdiensten voor de Nederlandse film. Afman was de laatste jaren erelid van de Vereniging Vrienden van het Nederlands Film Festival en lid van de raden van toezicht van festival Film by the Sea en van multiplexbioscoop CineMec Ede.